# Banca Mondiale
La Banca Mondiale (in inglese World Bank) comprende due istituzioni internazionali: la Banca internazionale per la ricostruzione e lo sviluppo (BIRS) e l'Agenzia internazionale per lo sviluppo (AIS o IDA), che si sono prefisse l'obiettivo di lottare contro la povertà e organizzare aiuti e finanziamenti agli stati in difficoltà. La sede della Banca mondiale è a Washington e il suo presidente è eletto per 5 anni dal consiglio di amministrazione della Banca. La Banca mondiale fa parte delle agenzie specializzate delle Nazioni Unite.

## Storia
La Banca mondiale è stata fondata il 27 dicembre 1945 con il nome "Banca internazionale per la ricostruzione e lo sviluppo", dopo la firma degli accordi di Bretton Woods, tra il 1° e il 22 luglio 1944. Il 9 maggio 1947 approvò il suo primo prestito, che è stato concesso alla Francia per $250 milioni (in termini di valore attuale, questo è il più grande prestito della Banca).
La Banca mondiale è stata creata principalmente per aiutare Europa e Giappone nella loro ricostruzione dopo la seconda guerra mondiale, ma con il movimento della decolonizzazione degli anni sessanta, i paesi da finanziare aumentarono, occupandosi quindi dello sviluppo economico dei paesi dell'Africa, dell'Asia e dell'America Latina.
Inizialmente la Banca mondiale ha finanziato principalmente grandi infrastrutture (centrali elettriche, autostrade, aeroporti), ma con il recupero economico di Giappone ed Europa, la Banca Mondiale si è concentrata sui paesi in via di sviluppo. Dal 1990 si è occupata anche dei paesi post-comunisti.
Il Gruppo della Banca mondiale è stato istituito nel giugno 2007 e comprende cinque istituzioni:
- La più importante è la Banca internazionale per la ricostruzione e lo sviluppo (IBRD), il suo funzionamento è garantito dal versamento di un canone stabilito dagli Stati membri
- Agenzia internazionale per lo sviluppo (IDA), fondata nel 1960, i cui prestiti sono riservati per i paesi meno sviluppati
- La Società finanziaria internazionale (IFC), fondata nel 1956 per finanziare i prestiti e gli investimenti effettuati dalle imprese nei paesi a rischio
- Centro internazionale per il regolamento delle controversie relative ad investimenti (ICSID), istituito nel 1966
- Agenzia multilaterale di garanzia degli investimenti (MIGA), istituito nel 1988 per l'ottenimento di prestiti

Gli obiettivi della Banca mondiale si sono evoluti nel corso degli anni. Si è recentemente concentrata sulla riduzione della povertà, abbandonando l'obiettivo unico della crescita economica. Supporta inoltre la creazione di imprese molto piccole. Ha sostenuto l'idea che l'acqua potabile, l'educazione e lo sviluppo sostenibile sono la chiave per la crescita economica, e ha cominciato a investire massicciamente in tali progetti. In risposta alle critiche delle organizzazioni non governative (ONG) di non lottare efficacemente contro la povertà, e trascurare gli aspetti sociali e ambientali, la Banca mondiale ha adottato una serie di politiche a favore della tutela dell'ambiente e della protezione sociale, per garantire che i loro progetti non peggiorino la situazione delle persone nei paesi di accoglienza.
Secondo la carta costitutiva, i prestiti sono pagati su base puramente economica, quindi il regime politico del paese beneficiario non viene preso in considerazione. Quest'ultimo punto, però, si è evoluto in quanto nel 2000: "L'idea che l'aiuto sia concesso a un paese in difficoltà, a determinate condizioni per l'utilizzo di tale assistenza (in termini di gestione del bene, ma anche rispetto dei diritti umani, per esempio) è ora ampiamente accettata." IBRD ha attualmente 185 paesi membri. Ogni anno pubblica un rapporto sullo sviluppo responsabile nel mondo.

## Presidenza

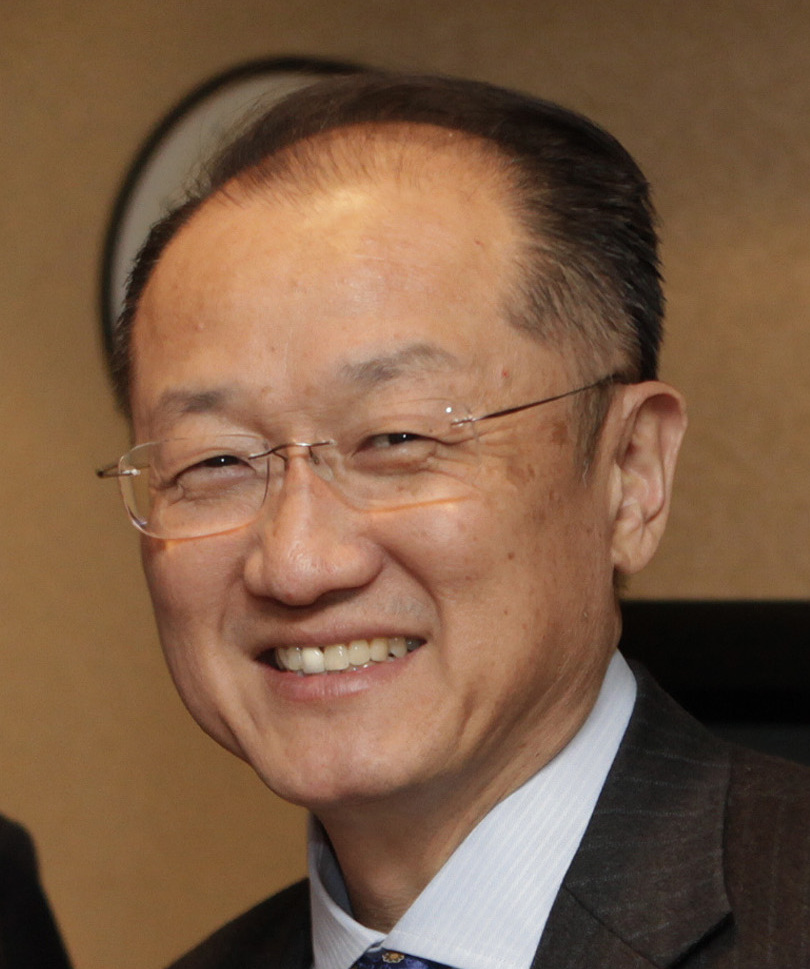
Jim Yong Kim è stato il primo presidente della Banca mondiale ad avere origine asiatica.

Secondo una regola non scritta, il direttore del Fondo Monetario Internazionale è designato dai governi europei, mentre il presidente della Banca Mondiale è nominato dal governo degli Stati Uniti d'America, che rappresentano il più grande azionista della Banca stessa. Il presidente è eletto per un periodo di 5 anni, rinnovabile dal consiglio di amministrazione. La nomina di soli presidenti di cittadinanza statunitense è stata oggetto di critiche da parte di rappresentanti delle Paesi in via di sviluppo e del "Sud globale" nel corso degli anni '10 e '20 del XXI secolo, ma senza portare a una vera messa in discussione delle procedure di selezione.
Il 23 marzo 2012 il presidente degli Stati Uniti Barack Obama ha deciso di nominare per il quinquennio 2012-2017 il medico e antropologo statunitense di origine coreana, Jim Yong Kim. Il 9 aprile 2019 David Malpass, economista ed ex sottosegretario al tesoro e agli affari internazionali dell´amministrazione Trump, è stato eletto come 13º presidente di Banca Mondiale.
Dal 23 febbraio 2023 Ajay Banga, scelto da Joe Biden, è il nuovo presidente scelto all'unanimità. La presidenza Banga ha guidato una parte essenziale del processo di riforma di Banca Mondiale noto come "Evolution", portando alla definizione degli obiettivi e guidando la prima fase di implementazione.

### Lista dei presidenti
| Nome                 | Incarico                            | Paese                  | Esperienze precedenti |
| -------------------- | ----------------------------------- | ---------------------- | --- |
| Eugene Meyer         | 1946–1946                           | Stati Uniti (bandiera) | Editore di quotidiano |
| John J. McCloy       | 1947–1949                           | Stati Uniti (bandiera) | Giurista e vice segretario alla guerra degli Stati Uniti |
| Eugene R. Black, Sr. | 1949–1963                           | Stati Uniti (bandiera) | Dirigente di Chase Manhattan Bank e direttore esecutivo della World Bank |
| George Woods         | 1963–1968                           | Stati Uniti (bandiera) | Direttore esecutivo della First Boston Corporation |
| Robert McNamara      | 1968–1981                           | Stati Uniti (bandiera) | Segretario della difesa degli USA, alto dirigente della Ford |
| Alden W. Clausen     | 1981–1986                           | Stati Uniti (bandiera) | Avvocato e dirigente di Bank of America |
| Barber Conable       | 1986–1991                           | Stati Uniti (bandiera) | Senatore dello Stato di New York e membro del Congresso degli Stati Uniti |
| Lewis T. Preston     | 1991–1995                           | Stati Uniti (bandiera) | Dirigente di JP Morgan Chase |
| Sir James Wolfensohn | 1995–2005                           | Stati Uniti (bandiera) | Avvocato e banchiere |
| Paul Wolfowitz       | 2005–2007                           | Stati Uniti (bandiera) | Diversi incarichi per il governo federale degli Stati Uniti; ambasciatore statunitense in Indonesia, vicesegretario alla difesa degli Stati Uniti                                                                |
| Robert Zoellick      | 2007–2012                           | Stati Uniti (bandiera) | Dirigente di Goldman Sachs, vicesegretario di Stato e Rappresentante per il Commercio degli Stati Uniti |
| Jim Yong Kim         | 2012–2019                           | Stati Uniti (bandiera) | Medico e antropologo, cofondatore di Partners in Health e 17º presidente del Dartmouth College. |
| Kristalina Georgieva | febbraio - aprile 2019 (ad interim) | Bulgaria (bandiera)    | Economista, dal 2017 direttrice generale della Banca internazionale per la ricostruzione e lo sviluppo e dell'Agenzia internazionale per lo sviluppo                                                             |
| David Malpass        | 2019 - 2023                         | Stati Uniti (bandiera) | Economista, è stato Membro del comitato economico congiunto del Congresso dal 1989 al 1990 e capo economista della Bear Stearns dal 1993 al 2008. Sottosegretario di Stato nelle amministrazioni Trump e Reagan. |
| Ajay Banga           | 2023 -                              | Stati Uniti (bandiera) | Dirigente d'azienda indiano-statunitense, dal 2022 presidente di Exor è stato CEO di Mastercard |

José Antonio Ocampo, Ngozi Okonjo-Iweala e Jim Yong Kim erano candidati all'elezione del 2012. Il 16 aprile 2012 fu annunciato che Jim Yong Kim sarebbe succeduto a Robert Zoellick alla carica di presidente, continuando la serie di nomine alla presidenza della Banca Mondiale degli Stati Uniti d'America.